# Módulo (informática)
En programación, un módulo es una porción de un programa de ordenador. De las varias tareas que debe realizar un programa para cumplir con su función u objetivos, un módulo realizará, comúnmente, una de dichas tareas (o varias, en algún caso).
En general (no necesariamente relacionado con la programación), un módulo recibe como entrada la salida que haya proporcionado otro módulo o los datos de entrada al sistema (programa) si se trata del módulo principal de este; y proporcionará una salida que, a su vez, podrá ser utilizada como entrada de otro módulo o bien contribuirá directamente a la salida final del sistema (programa), si se retorna al módulo principal.
Particularmente, en el caso de la programación, los módulos suelen estar (no necesariamente) organizados jerárquicamente en niveles, de forma que hay un módulo principal que realiza las llamadas oportunas a los módulos de nivel inferior. 
Cuando un módulo es convocado, recibe como entrada los datos proporcionados por otro del mismo o superior nivel, el que ha hecho la llamada; luego realiza su tarea. A su vez este módulo convocado puede llamar a otro u otros módulos de nivel inferior si fuera necesario; cuando ellos finalizan sus tareas, devuelven la salida pertinente al módulo inmediato llamador, en secuencia inversa. Finalmente se continúa con la ejecución del módulo principal.

## Características de un módulo
Cada uno de los módulos de un programa idealmente debería cumplir las siguientes características:
- Tamaño relativamente pequeño.- Esto facilita aislar el impacto que pueda tener la realización de un cambio en el programa, bien para corregir un error, o bien por rediseño del algoritmo correspondiente.
- Independencia modular.- Cuanto más independientes son los módulos entre sí, más fácil y flexiblemente se trabajará con ellos. Esto implica que para desarrollar un módulo no es necesario conocer detalles internos de otros módulos. Como consecuencia de la independencia modular, un módulo cumplirá:

- Características de caja negra; es decir, abstracción (ver abstracción en programación orientada a objetos).
- Aislamiento de los detalles mediante encapsulamiento (ver encapsulamiento en programación orientada a objetos).

La independencia modular mejora el rendimiento humano, pudiendo realizarse programación en equipo y desarrollar módulos paralelamente. También contribuye a la reutilización de software.